# Knooppunt Bodegraven
Der Knooppunt Bodegraven ist ein Autobahndreieck in der niederländischen Provinz Südholland im Süden der Stadt Bodegraven. Es verbindet den Rijksweg 11 (N11: Leiden–Alphen aan den Rijn–Bodegraven) mit dem Rijksweg 12 (A12: Oberhausen–Arnhem–Utrecht–Den Haag). Bis 2015 war der heutige Knoten die Ausfahrt 12a der A12.
Benannt ist der Knoten nach der Kleinstadt Bodegraven, die nördlich des Kreuzes liegt.

## Geschichte
Der Knooppunt Bodegraven wurde gleichzeitig mit dem Abschnitt der A12 zwischen Reeuwijk und Woerden am 25. November 1939 als Anschlussstelle für den Verkehr freigegeben. Zum damaligen Zeitpunkt war es einer der ersten Anschlussstellen die als Autobahngabelungen in den Niederlanden realisiert wurden. Im Jahr 1939 war die A12 allerdings noch dreispurig ausgebaut, ehe sie 1940 auf vier Fahrstreifen erweitert wurde. Die N11 existiere noch nicht, sodass die Ausfahrt am Goudseweg endete und die Verbindungsrampe Richtung Utrecht über die A12 verlief. 1965 wurde dann der erste Abschnitt der N11 eröffnet und an die Anschlussstelle, damals schon kreuzungsfrei, angebunden.
Im Jahr 1980 wurde die A12 im Bereich des heutigen Autobahndreiecks sechsspurig ausgebaut. Hierzu wurde eine neue Fahrbahn südlich der alten A12 angelegt und die Verbindungsfahrbahn von Leiden nach Utrecht, der damaligen Anschlussstelle, unterhalb der A12 hergeführt. Gleichzeitig wurde auch die Raststätte Bodegraven unmittelbar hinter der Ausfahrt errichtet. Am 18. Mai 2004 wurde die vierspurig erweiterte N11 bei Bodegraven für den Verkehr freigegeben. Ab dem Zeitpunkt war die Anschlussstelle de facto nach niederländischen Regelungen ein Knooppunt, wurde aber weiterhin als Anschlussstelle bezeichnet.
Zwischen 2010 und 2012 wurde die A12 auf der vorhandenen Trasse auf acht Fahrstreifen erweitert, wobei aber die damalige Anschlussstelle nicht angepasst wurde. Im Oktober 2015 wurde die Anschlussstelle offiziell zu einem Knooppunt umbenannt und die Nummer 12a der Ausfahrt entfiel.

## Bauform
Das Autobahndreieck ist in Form einer Autobahngabelung gebaut. Die A12 ist im Bereich des Knotens achtspurig, die N11 ist vierspurig ausgebaut. Die Verbindungsrampe von Utrecht in Richtung Leiden ist zweispurig. Auf ihr befinden sich ein Abzweig zur Raststätte Bodegraven, die unmittelbar hinter dem Dreieck liegt und ein Abzweig zur Ausfahrt Bodegraven. Ebenfalls zweispurig ist die Verbindungsfahrbahn von Leiden nach Utrecht. Sie verläuft in einem weiten Bogen unter der A12 her und wird kurz vor der Einmündung auf eine Fahrspur reduziert.
Es ist im Dreieck nicht möglich aus Richtung Leiden auf die A12 Richtung Gouda und umgekehrt zu fahren. Hierfür muss auf den Goudseweg ausgewichen werden, der die Ausfahrt Bodegraven der N11 mit der Ausfahrt Reeuwijk der A12 verbindet.